# Troglohyphantes helsdingeni
Troglohyphantes helsdingeni este o specie de păianjeni din genul Troglohyphantes, familia Linyphiidae, descrisă de Deeleman-reinhold, 1978. Conform Catalogue of Life specia Troglohyphantes helsdingeni nu are subspecii cunoscute.